# El último unicornio (película)
El último unicornio es una película nipo-estadounidense de fantasía y animación de 1982 dirigida por Jules Bass y Arthur Rankin Jr.; Con las voces de Alan Arkin, Jeff Bridges, y Mia Farrow. La película fue producida por Rankin/Bass para ITC Entertainment, y animada por Topcraft. Basada en la novela The Last Unicorn escrita por Peter S. Beagle, quien también escribió el guion de la película, el argumento trata sobre un unicornio que, al enterarse de que es el último en el mundo, emprende un viaje tratando de averiguar qué pasó con el resto de su especie. La película cuenta con las voces adicionales de Tammy Grimes, Robert Klein, Angela Lansbury, y Christopher Lee. La banda sonora y las canciones fueron compuestas y arregladas por Jimmy Webb. La película ganó 2.250.000 dólares en su primer fin de semana y recaudó 6.455.330 dólares en su país de origen.

## Argumento
En un bosque encantado, dos cazadores (un joven y un anciano) discuten sobre si en aquel bosque es seguro cazar o no ya que habita un unicornio. Antes de marcharse, el más viejo le advierte al unicornio que jamás salga de ese bosque pues es el último que queda. Entonces, un unicornio (voz de Mia Farrow), que estaba escuchándolos, se entera de que ella es la última de su especie y reflexiona si creerle o no.
La unicornio, muy confundida, entabla un diálogo con una mariposa viajera (voz de Robert Klein) pero rápidamente se convence de que esta no puede ayudarla. Sin embargo, la mariposa le relata que un animal demoníaco llamado "El toro rojo" se ha llevado a todos los de su especie hasta los confines de la tierra y que solo podrá salvarlos si es valiente.
La unicornio decide aventurarse en territorio desconocido más allá de la seguridad de su hogar en el bosque, y comienza un viaje para encontrar y traer de vuelta al resto de su especie. Pronto descubre que los humanos que no creen en los unicornios suelen confundirla con una yegua blanca. Esto hace que ella obtenga esperanzas en encontrar a otros unicornios, ya que es posible que no hayan desaparecido, sino que simplemente los humanos no puedan verlos.
En el camino, el Unicornio es capturado por una bruja llamada Mami Fortuna (voz de Angela Lansbury), que la hechiza con un cuerno falso para ponerla en exhibición dentro de una jaula. Estando en cautiverio se hace amiga de Schmendrick (voz de Alan Arkin), un mago incompetente bajo los servicios de Mami Fortuna. El unicornio se da cuenta de que la mayoría de las atracciones que hay en circo son animales normales; Se ven como animales sobrenaturales gracias a que Mami Fortuna les impone a sus espectadores un hechizo. Mami Fortuna ha logrado capturar a la inmortal arpía Celeno (voz de Keenan Wynn) también. Con la ayuda de Schmendrick, el Unicornio finalmente escapa, y en el proceso libera a Celeno, que mata a Fortuna y a su secuaz Ruhk (voz de Brother Theodore).
Schmendrick se siente culpable de la muerte de la anciana y la unicornio lo consuela diciéndole que ella eligió su muerte, pero admite que no siente lastima por ella, ya que los seres inmortales no pueden poseer sentimientos. El Unicornio y el mago siguen su camino juntos y este le relata a la unicornio lo que sabe del Toro Rojo. Según cuenta la leyenda, existió un reino en el que reinaba El rey Haggard, pero este aparentemente tenía una maldición y cuando sus manos tocaron la tierra estas se volvieron in-fértiles y sombrías. Desde entonces el rey jamás volvió a ser feliz, entonces le ordenó al Toro Rojo, un fantasma/demonio que le sirve, que capturara a todos los unicornios.
Pronto llegan a un bosque donde Schmendrick es capturado por unos bandidos liderados por el Capitán Cully (voz de Keenan Wynn) y su amante Molly Grue (voz de Tammy Grimes), quienes viven en el bosque de Greenwood. Usando su magia, Schmendrick logra crear una ilusión óptica para que los bandidos crean ver al verdadero Robin Hood y lo sigan por el bosque. El Capitán Cully, no muy contento con esto, lo atan a un árbol y le dice que por la mañana lo venderían como esclavo. Sin embargo, Schmendrick logra escapar con la ayuda del unicornio y emprenden de nuevo su camino, ahora, junto con Molly, ya que esta cree en los unicornio y por lo tanto puede verla. Les advierte que van en la dirección equivocada y se ofrece para llevarlos.
Cuando los tres se acercan al castillo del rey Haggard, deciden acampar por la noche para continuar su camino por la mañana. Por la noche, el guardián del castillo (El toro rojo) se da cuenta de la presencia del unicornio y sale para cazarla. Esta corre asustada tratando de escapar de lo que resulta ser un monstruoso toro gigante hecho de fuego. Al darse cuenta de esto, Molly le ruega a Schmendrick que la salve. En el último momento, antes de que la unicornio fuera capturada, Schmendrick libera una magia impredecible que la transforma en una joven mortal. En esta forma humana, el Toro Rojo pierde su interés en ella y se va. A pesar de esto, el cambio tiene consecuencias desastrosas en la Unicornio, que empieza a sufrir miedo ante la sensación repentina de la mortalidad en el cuerpo humano. Sin embargo, Schmendrick no se preocupa mucho por esto, ya que cree que la magia sabe lo que hace y que volverá a ser un Unicornio cuando el momento correcto llegue. 
Schmendrick, Grue Molly, y el unicornio (ahora en forma humana) continúan su camino al castillo de Haggard y solicitan la entrada ante dos aparentes guardias. El rey Haggard (voz de Christopher Lee) les pregunta quienes son y Schmendrick se presenta a sí mismo como un mago, a la Unicornio como su sobrina, Lady Amalthea y Molly como su asistente y cocinera. Schmendrick solicita que los tres se quedan allí como miembros de la corte de Haggard. Haggard se niega ya que dice que no necesita a nadie más en su corte, ya que el posee a su servicio al rey de los magos. Sin embargo Schmendrick le dice al rey que el duda de esto ya que el rey de los magos no lo ha hecho feliz. Haggard se da cuenta de esto y despide al mago alegando que no es tan poderoso si no lo ha hecho feliz, el mago, enojado, amenaza al rey e intenta lanzar un hechizo sobre este. Sin embargo, se da cuenta de quién es en realidad Lady Amalthea y se marcha diciéndole al rey que ha dejado entrar a su perdición por la puerta de enfrente.
Haggard contrata al trío, en sustitución de su incompetente mago con Schmendrick, y el establecimiento de Molly Grue a trabajar como su cocinera. Mientras tanto, el hijo adoptivo del rey, el Prince Lir (voz de Jeff Bridges)se enamora de Lady Amalthea y realiza actos heroicos para tratar de impresionarla, pero esta solo su muestra indiferente ante sus hazañas. Este tiene un breve charla con Molly, en que admite que está decepcionado porque se ha convertido en un héroe con sus hazañas y, a su pesar, no ha logrado enamorar a Lady Amalthea. Después de un tiempo, Amalthea empieza a tener pesadillas con el Toro Rojo y comienza a olvidar su identidad y las razones por las que vino al castillo, pues su alma humana está empezando a opacar su alma de unicornio. Con el tiempo se enamora de Prince Lir y este le relata que cuando era pequeño también tenía sueños en las que veía un toro rojo llevándose a unos unicornios al mar. Sin embargo, aunque este es consciente de su existencia, ni él sabe dónde lo oculta su padre.
Mientras tanto, Schmendrick entretiene a Haggard con trucos para distraerlo el tiempo suficiente para que Molly descubra donde está oculto el Toro Rojo.
La unicornio tiene un encuentro ocasional con el rey y este le revela que siempre supo que era una unicornio, ya que su forma de actuar la había delatado. Entonces le relata la razón por la que le ordenó al Toro Rojo que capturara a todos los unicornios. Cuando era joven y su padre lo llevó a cazar a los bosques de su reino, este vio por primera vez a un unicornio y, según él, su belleza era tal que pensó que iba a morir. Entonces le ordenó al Toro Rojo que los capturara a todos y los encerrara en el mar, pues lo único que lo hacía feliz era ver su belleza. Desde entonces, todos los unicornios viven en el mar y se acercan a la costa mediante las olas, pero nunca salen de esta ya que le temen al Toro Rojo. Así vienen y van, deleitando a Haggard con su presencia. 
Haggard intenta arrojarla también al mar, pero se da cuenta de que se ha vuelto demasiado humana para ello y decide esperar, sin embargo, le advierte que su fin llegara pronto. Entre tanto, Molly logra descubrir, mediante la ayuda de un gato, como llegar hasta donde está el Toro Rojo. Pero este le advierte que quizás ya sea demasiado tarde porque el alma humana de Amalthea ya la ha consumido.
El camino está custodiado por el fantasma de un borracho convertido en esqueleto y guardián de la entrada al Toro Rojo, solo revelara el camino a quien pueda complacerlo. Entonces Schmendrick finge convertir agua en vino y se la entrega a este con la promesa de que le diga como entrar. El camino resulta ser pasando por un pasadizo secreto escondido en un reloj roto en el sótano del castillo, pero cuando logran encontrarlo, el esqueleto de advierte a Haggard y este destruye el reloj. Haciendo que solo puedan salir por el camino del Toro Rojo.
Cuando empiezan a recorrer el lugar se dan cuenta de que el lugar es una cueva oculta bajo el castillo. Schmendrick revela la verdadera identidad de Amalthea a Lir después de explicar lo que están buscando. Sin embargo, no cambian los sentimientos de Lir hacia Amalthea en absoluto, y dice que la ama de todos modos. Esto hace que Amalthea quiere abandonar la búsqueda y casarse Lir, que su destino es estar con él y ser felices, pero Lir desiste de esto, alegando que el destino de los unicornios es más importante. El Toro Rojo pronto aparece, pero ya no se deje engañar por la falsa forma humana de Amalthea y decide perseguirla. Cuando intenta escapar, Amalthea se cae y se lastima, haciendo que no pueda correr. Schmendrick, usando su magia, convierte a Amalthea de nuevo en un Unicornio, y esta corre por su vida. El toro rápidamente la guía hacia el océano, lo mismo que hizo anteriormente con el resto de los unicornios, pero ella se las arregla para escapar y el toro la persigue.
Una vez más Molly le pide a Schmendrick que la salve, pero este le dice que la magia no podrá ayudarla ahora, que lo que realmente necesita es a un héroe. Lir, que sigue enamorado de ella, intenta defenderla y se enfrenta al Toro Rojo, pero cuando le bloquea el paso, este, enfurecido, lo golpea y lo hiere de gravedad. Enfurecida, la unicornio recuerda sus sentimientos hacia él y se enfrenta al Toro Rojo con su magia, haciéndolo retroceder hasta el mar, donde muere ahogado. Al darse cuenta de que el Toro Rojo ya no es un peligro, los unicornios surgen en masa desde el agua, causando un temblor de tal magnitud que hace que el castillo de Haggard se derrumbe. Mientras tanto, Haggard, que había estado observando la situación, se jacta de que siempre tuvo razón, de que era un unicornio. Muere cuando cae al mar, mientras su castillo se derrumba.
En la playa, el unicornio usa su magia para cura a Lir y escapa. Schmendrick le asegura a Lir, que ella está mejor ahora y este se marcha solo, no sin antes asegurarles que estará bien pues sabe que hizo lo correcto. La Unicornio vuelve a aparecer poco después para despedirse de Schmendrick, quien se disculpa con ella por haberle hecho sentir el pesar de los sentimientos y la mortalidad humana. Sin embargo, ella le da las gracias por haberle ayudado a restaurar a los unicornios en el mundo y, muy a su pesar, sigue siendo la última en su especie ya que es el único unicornio que conoce lo que es amar y sufrir. La escena final muestra a Schmendrick y Molly admirar como la unicornio desaparece galopando hacia su hogar en el bosque, mientras pasan los créditos.

## Reparto
| Personaje                     | Actor de voz original | Actor de doblaje - Los Ángeles, EE. UU. | Actor de doblaje | Actor de doblaje - España |
| ----------------------------- | --------------------- | --------------------------------------- | ---------------- | ------------------------- |
| El último unicorno / Amalthea | Mia Farrow            | Rocío Garcel                            | Diana Santos     | Pilar Santigosa           |
| Schmendrick                   | Alan Arkin            | Jesús Brock                             | Arturo Mercado   | Juan Antonio Castro       |
| Molly Grue                    | Tammy Grimes          | Gloria González                         | Nancy McKenzie   | María Julia Díaz          |
| Príncipe Lir                  | Jeff Bridges          | Javier Pontón                           | Luis Bayardo     | José Luis Gil             |
| Rey Haggard                   | Christopher Lee       | Antonio Rexal                           |                  | Félix Acaso               |
| Esqueleto                     | Rene Auberjonois      | Jorge Roig                              | Salvador Nájar   | Ángel Egido               |
| Erika Lizet                   | ¿?                    | ¿?                                      | ¿?               | María Luisa Rubio         |
| Capitán Cully                 | Keenan Wynn           | Alejandro Abdalah                       | Blas García      | Rafael de Penagos         |
| Ruhk                          | Brother Theodore      | Edgar Wald                              | Jesse Conde      | Antonio Fernández Sánchez |

- Datos: Q176198
- Multimedia: The Last Unicorn (film) / Q176198